# Montipora cryptus
Montipora cryptus är en korallart som beskrevs av Veron 2002. Montipora cryptus ingår i släktet Montipora och familjen Acroporidae. IUCN kategoriserar arten globalt som nära hotad.
Artens utbredningsområde är Röda havet. Inga underarter finns listade i Catalogue of Life.